# Bosse Svensson
Bo "Bosse" Svensson, född 20 mars 1960 i Tingsryd[källa behövs], är en svensk tidningsman, politiker (C) och företagsledare. Han började sin publicistiska bana, 15 år gammal, på Växjöbladets lokalredaktion. Han fortsatte därefter som lokalredaktör för Östersunds-Posten och har även jobbat på tidskriften Land. År 2000 blev han chefredaktör för Östersunds-Posten, där han sedan slutade för att ta vid som vd för utvecklingsbolaget mktmedia. Bosatt i Hälle, Brunflo.

## Uppdrag
- Styrelsen för Post- och telestyrelsen, PTS[5], där han suttit med sedan 1 juni 2009[6].
- Förtroendevald i Kommunfullmäktige: Östersund[7].
- Ledamot i Digitaliseringsrådet[8].
- Ledamot Tidningsutgivarnas styrelse sedan 1998.